# Talabe
Talabe (em árabe: في تلاب; romaniz.: At Tallab) é uma cidade-oásis do distrito de Cufra, na Líbia. Está a 27,3 quilômetros ao sul de Jaufe, capital do distrito, e 32,7 de Hauari.